# North Shore City International 2007
Die North Shore City International 2007 im Badminton fanden vom 19. bis zum 22. Juli 2007 in North Shore City statt.

## Sieger und Platzierte
| Disziplin    | Gold                      | Silber                               | Bronze                        |
| ------------ | ------------------------- | ------------------------------------ | ----------------------------- |
| Herreneinzel | Erwin Kehlhoffner         | John Moody                           | Kęstutis Navickas             |
| Herreneinzel | Erwin Kehlhoffner         | John Moody                           | Brice Leverdez                |
| Dameneinzel  | Larisa Griga              | Lê Ngọc Nguyên Nhung                 | Michelle Chan                 |
| Dameneinzel  | Larisa Griga              | Lê Ngọc Nguyên Nhung                 | Chloe Magee                   |
| Herrendoppel | John Moody Chan Yun Lung  | Nathan Hannam Henry Tam              | Simon Maunoury Julien Tchoryk |
| Herrendoppel | John Moody Chan Yun Lung  | Nathan Hannam Henry Tam              | Stephen Lee Jian Dee Chew     |
| Damendoppel  | Chloe Magee Bing Huang    | Catherine Moody Lê Ngọc Nguyên Nhung | Rachel Hindley Michelle Chan  |
| Damendoppel  | Chloe Magee Bing Huang    | Catherine Moody Lê Ngọc Nguyên Nhung | Lucía Tavera Sandra Chirlaque |
| Mixed        | Carlos Longo Laura Molina | Joe Wu Belinda Hill                  | Nathan Hannam Catherine Moody |
| Mixed        | Carlos Longo Laura Molina | Joe Wu Belinda Hill                  | Henry Tam Donna Cranston      |